# Vida extraterrestre

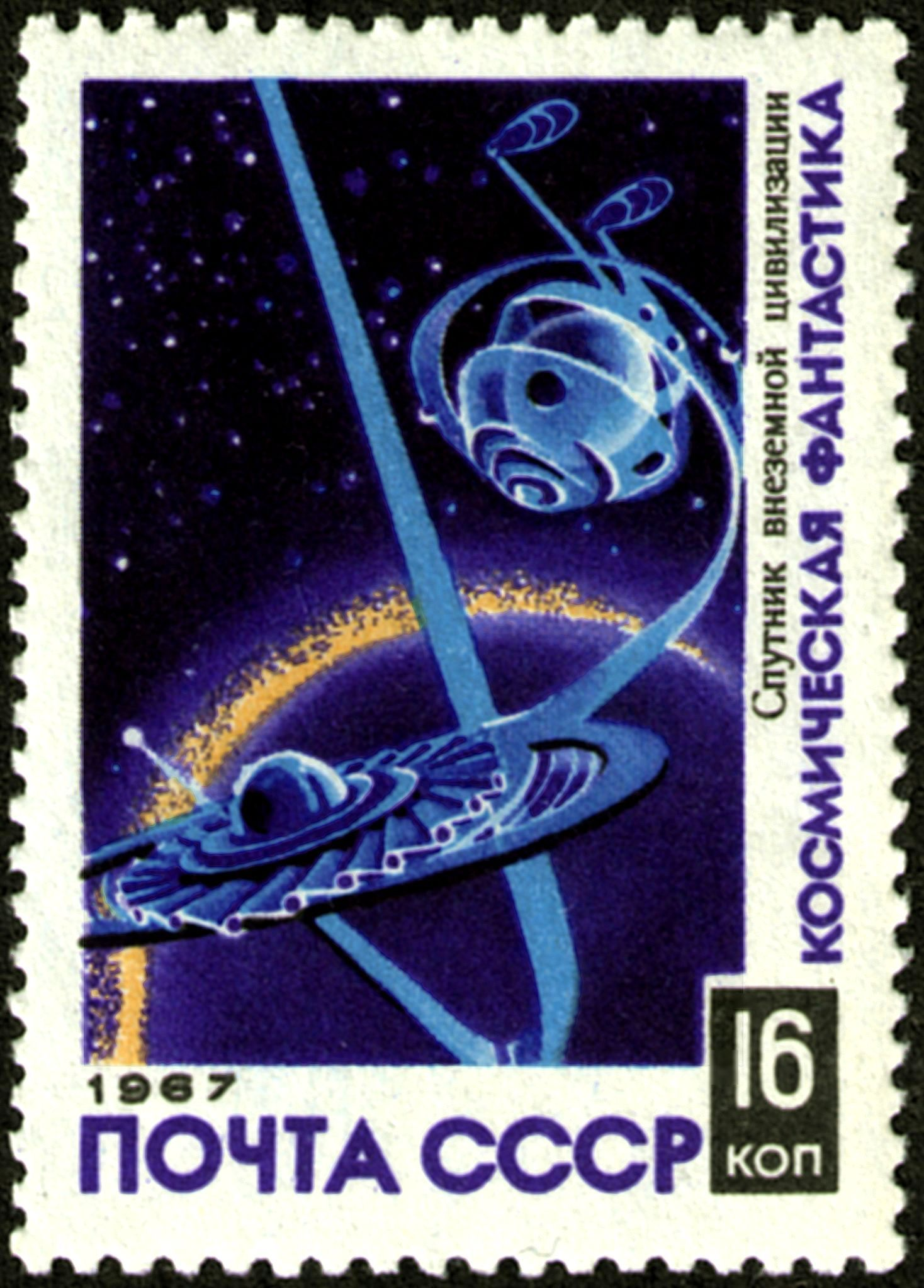
Un segell soviètic de 16 kopeeks del 1967, amb un dibuix d'un satèl·lit extraterrestre.

La vida extraterrestre és qualsevol forma de vida que no és originària de la Terra. És el tema d'estudi de l'astrobiologia, i la seva existència encara és hipotètica. No hi ha proves de vida extraterrestre que hagin estat àmpliament acceptades per la comunitat científica.
Molts científics creuen que si existeix la vida extraterrestre, va emergir de manera independent a diferents punts de l'univers. Una teoria alternativa és la panspèrmia, que suggereix que la vida podria haver aparegut en un sol punt i després estendre's pels planetes habitables. Aquestes dues hipòtesis no són mútuament excloents. L'estudi de la vida extraterrestre s'anomena astrobiologia, exobiologia o xenobiologia. S'ha especulat amb formes de vida extraterrestre que van des de criatures intel·ligents fins a formes de vida a l'escala bacteriana.
S'han suggerit alguns llocs que podrien haver tingut o continuar tenint formes de vida, com ara Mart, satèl·lits naturals de Júpiter o Saturn (per exemple, Europa, Encèlad o Tità, i més recentment Gliese 581c, l'únic planeta extrasolar conegut que es troba dins la zona habitable del seu sol, i que es prediu que té aigua líquida).

## Possibles bases

### Bioquímica
Tota forma de vida terrestre està basada en una dissolució de carboni en aigua en què tenen lloc reaccions bioquímiques. Aquesta combinació d'aigua i carboni podria haver format criatures més o menys similars en altres planetes. Com que la Terra (i per extensió tota forma de vida a la Terra) està composta de "pols còsmica", o matèria formada a partir de supernoves, és aparent que els milions d'estels que es poden veure des de la Terra s'han format a partir del mateix tipus de partícules. La combinació de carboni i aigua en forma química (CH₂O)n, és la forma química dels sucres i subministra l'energia de què depèn la vida animal (notablement per mitjà de l'oxidació de glucosa, una hexosa). També crea elements estructurals per a la vida (com el sucre ribosa, una pentosa, a les molècules d'ADN i ARN). Els vegetals extrauen energia de la conversió d'energia lumínica en energia química mitjançant la fotosíntesi. La vida requereix carbó tant en estats reduïts (derivats del metà) com parcialment oxidats (òxids de carboni). També necessita nitrogen com a derivat reduït de l'amoníac en totes les proteïnes, sofre com a derivat del sulfur d'hidrogen en algunes proteïnes necessàries, i fòsfor oxidat en fosfats al material genètic i en la transmissió d'energia. L'aigua com a dissolvent subministra l'oxigen com a constituent de substàncies bioquímiques.
L'aigua pura és útil perquè té un pH neutre, a causa de la seva dissociació contínua entre ions d'hidròxids i oxonis. Per consegüent, pot dissoldre tant ions metàl·lics com no metàl·lics amb la mateixa eficiència. A més, el fet que les molècules orgàniques puguin ser o bé hidròfobes (repel·lides per l'aigua) o hidròfiles (solubles en aigua) fa que els compostos orgànics puguin orientar-se per formar membranes impermeables. El fet que l'aigua sòlida (gel) sigui menys densa que l'aigua líquida significa que el glaç flota, evitant que els oceans de la Terra es glacin lentament. A més, la força de Van der Waals entre les molècules d'aigua li dona la capacitat d'emmagatzemar energia durant l'evaporació, que és alliberada durant la condensació. Això ajuda a moderar el clima, refredant els tròpics i escalfant els pols, cosa que contribueix a mantenir l'estabilitat termodinàmica necessària per a la vida.
El carboni és fonamental per a la vida terrestre a causa de la seva immensa flexibilitat a l'hora de crear enllaços covalents amb una sèrie d'elements no metàl·lics, principalment el nitrogen, l'oxigen i l'hidrogen. El diòxid de carboni combinat amb l'aigua permet emmagatzemar l'energia solar en sucres com ara la glucosa. L'oxidació de la glucosa allibera l'energia bioquímica necessària per a alimentar la resta de reaccions bioquímiques.
La capacitat de formar àcids orgànics (-COOH) i bases d'amina (–NH₂) li dona la possibilitat de fer reaccions deshidratants de neutralització per a crear llargs pèptids de polímers i proteïnes catalítiques a partir d'aminoàcids monòmers, i de crear a partir dels fosfats no només l'ADN, la molècula guardiana de la informació genètica, sinó també trifosfat d'adenosina (ATP), la principal "moneda" energètica de la vida cel·lular.

### Evolució i morfologia
A més de la base bioquímica de la vida extraterrestre, hi ha una consideració més àmplia de l'evolució i la morfologia. La ciència-ficció sempre ha mostrat una predilecció per les formes humanoides o reptilianes. L'alienígena clàssic té una pell verda o grisa, amb un cap gran, amb la típica estructura de quatre membres amb cinc dits cadascun –bàsicament, és un humanoide amb un gran cervell per indicar una gran intel·ligència. Altres temes dels mites animals, com ara els felins o els insectes també han tingut la seva importància en la representació fictícia d'alienígenes.
S'ha suggerit una divisió entre característiques universals i característiques locals (estretament restringides). Les característiques universals són trets que han evolucionat independentment més d'una vegada a la Terra (i que per lògica no sembla difícil que apareguin) i són tan intrínsecament útils que les espècies tendeixen inevitablement vers elles. Aquestes característiques inclouen el vol, la vista, la fotosíntesi i els membres, totes característiques que han evolucionat diverses vegades aquí a la Terra en formes diverses. Per exemple, hi ha una enorme diversitat d'ulls, molts dels quals tenen un mode de funcionament radicalment diferent així com diferents focus visuals: l'espectre visual, els infrarrojos, la polaritat i l'ecolocació. Les característiques locals, en canvi, són formes evolutives bàsicament arbitràries que sovint tenen una reduïda utilitat intrínseca (o serveixen per a fer quelcom que es podria fer d'una manera diferent) i probablement no es replicaran. Aquestes característiques inclouen els cinc dits dels humans i la coincidència, curiosa i sovint fatal, dels passatges alimentari i respiratori en molts animals, tot i que és possible que aquesta coincidència permetés l'evolució del llenguatge humà.
Una consideració de quins trets són finalment locals desafia moltes nocions donades per segures de la necessitat morfològica. L'esquelet, essencial per als grans organismes terrestres segons els experts en biologia gravitacional, és amb gairebé tota certesa replicat en una forma o una altra, però la columna vertebral dels vertebrats -tot i ser un desenvolupament capital a la Terra - és probablement local. De manera similar, és raonable imaginar que les criatures extraterrestres ponen ous però les glàndules mamàries que caracteritzen els mamífers podrien ser un cas excepcional.
La idea d'una diversitat radical entre suposats extraterrestres no està ni de bon tros acceptada. Mentre que molts exobiòlegs remarquen que l'enorme heterogeneïtat de la vida a la Terra fa pensar en una diversitat encara més gran a l'Univers, altres apunten que l'evolució convergent pot crear bastants similituds entre la vida terrestre i extraterrestre. Aquestes teories reben el nom de "divergionisme" i "convergionisme", respectivament.

## La creença en la vida extraterrestre

### Idees antigues, medievals i renaixentistes
És possible que hi hagués una creença en la vida extraterrestre a les antigues Assíria, Egipte, Aràbia, Xina, Babilònia, Índia i Sumer, tot i que cal recordar que en aquestes societats, la cosmologia era essencialment sobrenatural i que la noció de vida extraterrestre és difícil de distingir de la de déus, dimonis i altres éssers semblants. Els primers pensadors occidentals que van avançar la idea d'un univers ple d'altres planetes i, per tant, possible vida extraterrestre van ser l'escriptor grec Tales de Milet i el seu estudiant Anaximandre als segles VII i VI abans de Crist. Els atomistes van reprendre la idea, argumentant que un univers infinit tindria una infinitat de mons habitats. Tanmateix, la cosmologia de l'antiga Grècia negava la vida extraterrestre en un aspecte crític: l'univers geocèntric. Promoguda per Aristòtil i codificada per Claudi Ptolemeu, aquesta idea afavoria la Terra i la vida terrestre (Aristòtil negava que pogués haver-hi una pluralitat de mons) i semblava fer que la vida extraterrestre fos filosòficament impossible. A les seves novel·les, Llucià va descriure els habitants de la Lluna i altres cossos celestes com a humanoides, però amb diferències significatives respecte als humans.

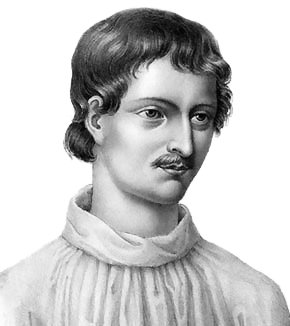
Giordano Bruno, De l'Infinito, Universo e Mondi, 1584

Els autors d'algunes obres antigues jueves també van considerar la vida extraterrestre. El Talmud afirma que hi ha com a mínim 18.000 altres mons, però no dona gaire informació sobre la naturalesa d'aquests mons o sobre si són físics o espirituals. Tanmateix, i basant-se en això, l'exposició medieval "Sefer HaB'rit" afirma que existeixen les criatures extraterrestres però que no tenen lliure albir (i són, per tant, equivalents a la vida animal). Afegeix que els humans no haurien d'esperar-se que les criatures d'altres planetes s'assemblin a la vida terrestre, més del que podrien esperar-se que les criatures marines s'assemblin a les terrestres.
La creença hindú en un cicle interminable de vida i reencarnació es reflecteix en la descripció de múltiples mons i els seus contactes. Segons les escriptures hindús, hi ha incomptables universos creats per la Personalitat Suprema de Braman per facilitat el compliment dels diversos desitjos de les incomptables entitats vivents. Nogensmenys, aquestes creacions existeixen per a fer que les ànimes confuses tornin a comprendre correctament el sentit de la vida. A part dels incomptables universos materials, també existeix un món espiritual il·limitat, en què les entitats vivents purificades viuen amb una concepció perfecta de la vida i de la realitat suprema. La vida d'aquests éssers purificats se centra al voltant de la veneració de la Personalitat Suprema de Braman. Els sants amb aspiracions espirituals, els devots i els homes pensatius del món material han rebut l'ajuda i la guia d'aquestes entitats vivents purificades del món espiritual des de temps immemorials. Tanmateix, la rellevància d'aquestes descripcions ha de ser avaluada dins un context de comprensió correcta de la geografia i ciència d'aquells temps.
En l'islam la frase de l'Alcorà "Tota lloança pertany a Déu, Senyor de tots els mons" indica que hi ha nombrosos cossos celestes i potser fins i tot múltiples universos que podrien indicar vida extraterrestre i fins i tot extradimensional. La Sura Al-Jinn també menciona l'afirmació d'un Jinn quant a l'estat i les habilitats actuals del seu grup al cel. Mirza Tahir Ahmad presenta una referència més directa de l'Alcorà com a prova que pot existir vida en altres planetes segons l'Alcorà. En el seu llibre Revelation, Rationality, Knowledge & Truth, cita el vers 42:30 "I entre els Seus Signes està la creació del cel i de la terra, i de tota criatura vivent (da'bbah). S'ha avançat en ambdós..."; segons aquest vers existeix vida al cel. El mateix vers, "I Ell té el poder de reunir-los (jam-'i-him) quan Ell ho desitjarà", indica la reunió de la vida terrestre i la vida d'altres parts de l'univers. El vers no especifica ni el moment ni el lloc en què es farà aquesta reunió sinó que afirma que aquest esdeveniment tindrà lloc amb tota seguretat quan Déu ho desitgi. Cal recordar que el terme àrab jam-'i-him pot indicar tant un contacte físic com un contacte purament comunicatiu.
Amb l'expansió del cristianisme a l'occident, el sistema ptolemaic va rebre una àmplia acceptació i, malgrat que l'Església mai no es va pronunciar formalment quant a la qüestió de la vida extraterrestre, la idea resultava tàcitament aberrant. El 1277, el Bisbe de París Étienne Tampier va contradir Aristòtil en almenys una qüestió: Déu podria haver creat més d'un món (tenint en compte que és omnipotent) però ens ha estat revelat que només en creà un. Anar un pas més enllà i argumentar que existien els extraterrestres era un pas que pocs s'atrevien a donar. El cardenal Nicolau de Cusa va especular amb la idea que hi hagués alienígenes a la Lluna i el Sol.
La invenció del telescopi i l'assalt de Copèrnic a la cosmologia geocèntrica van provocar un profund canvi en el pensament. Una vegada va quedar clar que la Terra no era més que un planeta entre els incomptables cossos que ocupen l'univers, el concepte d'extraterrestres va rebre més acceptació científica. Es podia argumentar que l'omnipotència de Déu no només feia possible l'existència d'altres mons i altres formes de vida, sinó que fins a un cert punt les necessitava. El proponent modern d'aquest concepte més ben conegut va ser Giordano Bruno, que propugnà al segle xvi la idea d'un univers infinit en què cada estel està envoltat del seu sistema solar; va acabar cremat a la foguera per l'Església catòlica a causa de les seves idees herètiques. Joan Pau II va demanar perdó per aquest acte en nom de l'Església catòlica. A principis del segle xvii, l'astrònom txec Anton Maria Schyrleus de Rheita va afirmar que "si Júpiter té habitants... han de ser més grans i formosos que els habitants de la Terra, en proporció a les [característiques] d'ambdues esferes. El frare dominicà Tommaso Campanella va escriure sobre una raça alienígena solar a la seva obra Civitas Solis. El 1638, el clergue John Wilkins va publicar The Discovery of a World in the Moone, una obra en la qual parlava dels habitants de la Lluna, als quals va anomenar selenites.
Aquestes comparacions també van aparèixer en la poesia d'aquella època. A "The Creation: A Philosophical Poem in Seven Books" (1712), Sir Richard Blackmore va apuntar: "Podem considerar que cada orb suporta una raça / D'éssers vius adaptats al lloc". El poeta didàctic Henry More va recuperar el tema clàssic del grec Demòcrit en "Democritus Platonissans, or an Essay Upon the Infinity of Worlds" (1647). Des del punt de vist relativament nou que havia creat la revolució copernicana, va suggerir que "el nostre sol / esdevé un estel a una altra banda." Les "Entretiens sur la pluralité des mondes" oferia reflexions similars sobre la possibilitat de vida extraterrestre, expandint l'esfera creative d'un Creadorn lloc de negar-la.
La possibilitat de la vida extraterrestre va continuar sent una especulació estesa a mesura que els descobriments científics s'acceleraven. William Herschel, descobridor d'Urà, va ser un dels molts astrònoms dels segles xviii i xix que estaven convençuts que el nostre sistema solar, i potser altres sistemes solars, podrien estar habitats per formes de vida alienígenes. Altres il·lustrats d'aquell temps que propugnaren el "pluralisme còmic" incloïen Immanuel Kant i Benjamin Franklin. Al punt àlgid de la Il·lustració, fins i tot el Sol i la Lluna eren considerats candidats per a albergar vida extraterrestre.

### Els extraterrestres a l'edat moderna

El missatge d'Arecibo és un missatge enviat al cúmul d'Hèrcules, i és un símbol àmpliament conegut dels intents dels humans de posar-se en contacte amb els extraterrestres.

Aquest entusiasme envers la possibilitat de vida extraterrestre va continuar fins ben entrat el segle xx. De fet, els tres segles que van passar entre la revolució científica i l'inici de l'època moderna de sondes espacials van ser el zenit de la creença en vida extraterrestre al món occidental. Molts astrònoms i altres pensadors laics, i almenys uns quants pensadors religiosos, i gran part del públic en general estaven bastant convençuts de l'existència dels alienígenes. Aquesta creença va perdre força a mesura que les sondes espacials anaven visitant hàbitats potencials d'alienígenes arreu del sistema solar. La Lluna va ser descartada definitivament com a hàbitat extraterrestre, mentre que a Venus i Mart, des de fa molt de temps els dos candidats principals per albergar vida extraterrestre, no s'hi van trobar proves evidents de vida en l'actualitat. Els altres grans satèl·lits del nostre sistema que s'han visitat també semblen privats de vida, tot i que les interessants forces geotèrmiques que s'hi han detectat (el vulcanisme d'Ió, l'oceà d'Europa o la densa atmosfera de Tità) han subratllat la gran varietat existent d'ambients amb una capacitat potencial d'albergar vida. Malgrat que la hipòtesi d'un silenci còsmic intencionat per part d'extraterrestres avançats també és una possibilitat, el fracàs del programa SETI a l'hora de detectar qualsevol cosa semblant a un senyal de ràdio intel·ligent després de quatre dècades d'esforços ha esmorteït parcialment l'optimisme prevalent al principi de l'edat espacial. Alguns crítics consideren que la recerca d'extraterrestres no és científica, tot i que el programa SETI no és el resultat d'una recerca contínua i dedicada sinó que només utilitza el material i personal que té disponibles.
Així doncs, les últimes tres dècades del segon mil·lenni van ser testimonis d'un moment decisiu en les nostres creences en vida extraterrestre. A molts científics els sembla més i més dubtosa la possibilitat que existeixin civilitzacions ubiqües i intel·ligents que es llancen a explorar l'espai dins el nostre sistema solar. Nogensmenys, citant el creador del programa SETI Frank Drake, "Tot el que sabem amb certesa és que el cel no està replet de transmissors de microones." Drake també ha remarcat que és perfectament possible que una tecnologia avançada impliqui comunicacions fetes d'una manera diferent de les transmissions convencionals de ràdio. A més, les dades recollides per les sondes espacials i grans avenços en els mètodes de detecció no només han permès començar a definir criteris d'habitabilitat en altres mons, sinó també confirmar que els planetes extrasolars són abundants, tot i que la qüestió de la vida alienígena continua sent un interrogant.
L'any 200, el geòleg i paleontòleg Peter Ward i l'astrobiòleg Donald Brownlee van publicar un llibre titulat Rare Earth: Why Complex Life is Uncommon in the Universe ("Terra rara: Per què la vida complexa és rara a l'univers"). En aquest llibre hi exposen la hipòtesi de la Terra rara, i afirmen que la vida semblant a la vida terrestre és rara a l'univers, mentre que els bacteris són comuns.
La possible existència de vida primitiva (microbiòtica) lluny de la Terra és molt menys polèmica per als científics mainstream, tot i que fins ara no se n'ha trobat evidència directa. S'ha proposat evidència indirecta de l'existència actual de formes de vida primitives a Mart. Tanmateix, les conclusions que es poden treure d'aquesta evidència són debatudes.

## La recerca científica de vida extraterrestre
Hi ha dues maneres de dur a terme la recerca de vida extraterrestre: de manera directa i indirecta.

### Recerca directa

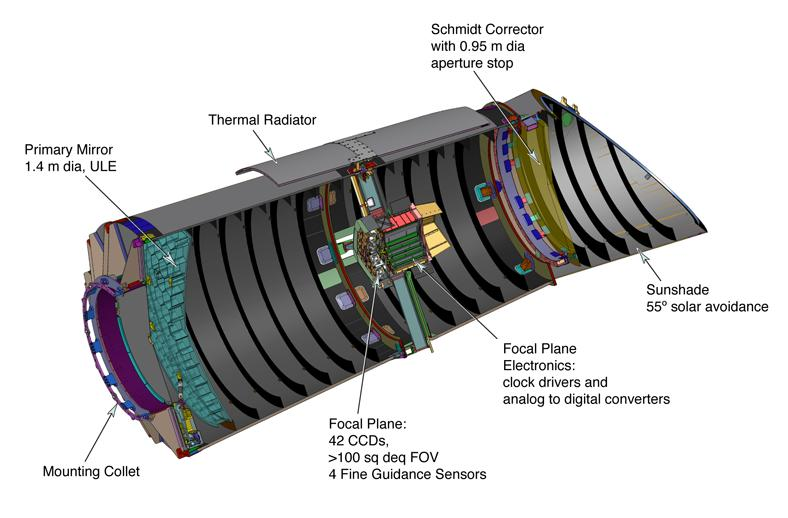
La missió Kepler de la NASA busca planetes extrasolars.

Els científics busquen evidència de vida unicel·lular dins el sistema solar, estudiant la superfície marciana i examinant els meteors que arriben a la Terra. També s'ha proposat una missió a Europa, una de les llunes de Júpiter, que possiblement té una capa d'aigua líquida sota la superfície que podria albergar vida.
Hi ha proves limitades que hi hagi o hi hagi hagut vida microscòpica a Mart. Un experiment de les sondes Viking va enregistrar emissions gasoses del sòl marcià, cosa que alguns argumenten que indica la presència de microbis. Tanmateix, la manca de resultats similars en altres experiments de les Viking indica que una reacció no biològica és la causa més probable d'aquestes emissions. Recentment, suposadament s'han descobert ritmes circadiaris en les dades de les Viking. La interpretació que se n'ha de fer és polèmica. L'any 1996 es van trobar estructures semblants a bacteris en un meteorit marcià, ALH84001. Aquest informe també és polèmic.